# マリオ・マウラー
マリオ・マウラー（มาริโอ้ เมาเร่อ、Mario Maurer、1988年12月4日 - ）は、タイで出身の俳優、モデル、歌手。父親はドイツ人、母親はタイ国籍の中国人。
ラムカムヘン大学卒業後、モデル・CM・歌手などで活動しており、2007年に映画『ミウの歌〜Love of Siam〜』で俳優としてデビューした、第2回アジア・フィルム・アワードで受賞している。 
現在はモデル・俳優としても活躍している。

## 出演作品

### 映画
- ミウの歌〜Love of Siam〜（2007年）
- フレンド・シップ（2008年）
- 4 romance（2008年）
- ラートリー・リボーン/ブッパラートリー・フェート 3.1（2009年）
- ラートリー・リボーン/ブッパラートリー・フェート 3.2（2009年）
- マリオ・マウラー（2010年）
- A Crazy Little Thing Called Love（2010年）
- ザ・ドッグ（2010年）
- ランラー・マン（2010年）
- バンコク・カンフー（2011年）
- ジャンダラ・パトムボット/ジャンダラ・ザ・ビギニング（2012年）
- ジャンダラ・パトチムボット/ジャンダラ・ザ・ファイナル（2013年）
- 愛しのゴースト（2013年）

### テレビドラマ
- サーラネー・シップロー（2010年）
- Plerng Toranong（2011年）

## アルバム
- Dem Crazy Boy（2007年）